# Medaljfördelning vid olympiska vinterspelen 2014
Detta är en tabell över antalet medaljer per nation i de olympiska vinterspelen 2014 som hölls i Sotji den 7–23 februari 2014. 
Medaljligan är inofficiell och publiceras därför inte av IOK.
Nationernas placering i listan avgörs av:
1. Antal guldmedaljer.
2. Antal silvermedaljer.
3. Antal bronsmedaljer.
4. Bokstavsordning (förändrar dock inte landets ranking).

## Medaljfördelning
Värdnation
| Pl.    | Nation         | Guld | Silver | Brons | Totalt |
| ------ | -------------- | ---- | ------ | ----- | ------ |
| 1      | Ryssland       | 10   | 10     | 9     | 29     |
| 2      | Norge          | 10   | 4      | 10    | 25     |
| 3      | Kanada         | 10   | 10     | 5     | 25     |
| 4      | USA            | 9    | 7      | 12    | 28     |
| 5      | Nederländerna  | 8    | 7      | 9     | 24     |
| 6      | Tyskland       | 8    | 6      | 5     | 19     |
| 7      | Schweiz        | 6    | 3      | 2     | 11     |
| 8      | Belarus        | 5    | 0      | 1     | 6      |
| 9      | Österrike      | 4    | 8      | 5     | 17     |
| 10     | Frankrike      | 4    | 4      | 7     | 15     |
| 11     | Polen          | 4    | 1      | 1     | 6      |
| 12     | Kina           | 3    | 4      | 2     | 9      |
| 13     | Sydkorea       | 3    | 3      | 2     | 8      |
| 14     | Sverige        | 2    | 7      | 6     | 15     |
| 15     | Tjeckien       | 2    | 4      | 2     | 8      |
| 16     | Slovenien      | 2    | 2      | 4     | 8      |
| 17     | Japan          | 1    | 4      | 3     | 8      |
| 18     | Finland        | 1    | 3      | 1     | 5      |
| 19     | Storbritannien | 1    | 1      | 2     | 4      |
| 20     | Ukraina        | 1    | 0      | 1     | 2      |
| 21     | Slovakien      | 1    | 0      | 0     | 1      |
| 22     | Italien        | 0    | 2      | 6     | 8      |
| 23     | Lettland       | 0    | 2      | 2     | 4      |
| 24     | Australien     | 0    | 2      | 1     | 3      |
| 25     | Kroatien       | 0    | 1      | 0     | 1      |
| 26     | Kazakstan      | 0    | 0      | 1     | 1      |
| Totalt | Totalt         | 99   | 97     | 99    | 295    |

Två guldmedaljer, en till Slovenien (Tina Maze) och en till Schweiz (Dominique Gisin), delades ut under damernas tävling i störtlopp i alpin skidåkning då bägge åkarna slutade på samma tid. I denna gren delades det inte ut någon silvermedalj.
Två bronsmedaljer, en till Kanada (Jan Hudec) och en till USA (Bode Miller), delades ut under herrarnas tävling i super-G i alpin skidåkning då bägge åkarna slutade på samma tid. I denna gren delades det ut totalt fyra medaljer.